# Patrick Musimu
Patrick Musimu, född 12 oktober 1970 i Kinshasa, Zaire, död 21 juli 2011 i Bryssel, Belgien, var en belgisk fridykare. Den 30 juni 2005 slog han världsrekordet i fridykning med nästan 40 meter genom att dyka ner till 209 meter, utan att ha använt sig av någon sorts andningsapparat eller liknande. På hans begäran var den här dykningen gjord utan någon bevakning från Internationella Fridykningssamfundet. Han tyckte att fridykning inte skulle betraktas som en sport utan som ett äventyr.
Musimu började dyka år 1999 när han var 28 år gammal. Åren inför hans karriär bestod av träning och förberedelser. Han hade en lungkapacitet på 9 liter och kunde hålla andan under 8 minuter och 33 sekunder. I ett program på History Channel menade Musimu att meditation och yoga var anledningarna till att han kunde hålla andan så länge.
Musimu dog under en träning i sin pool; han tränade ensam och hittades senare av sin fru och dotter.